# Порт-Санлайт
Порт-Санлайт — модельне селище у метропольному боро Віррал, Мерсісайд, Англія. Територіально між Нижнім Бебінґтоном і Нью-Феррі на півострові Віррал. Порт Санлайт був побудований Lever Brothers для розміщення робітників на своїй миловарній фабриці (нині частина Unilever); у 1888 році. Назва походить від найпопулярнішого бренду миючого засобу Lever Brothers Sunlight.
Порт Санлайт налічує 900 будівель ІІ ступеня важливості, які були оголошені консервативною областю у 1978 році. Порту Санлайт було неофіційно запропоновано статус об’єкта всесвітньої спадщини (WHS), щоб захистити його від забудови та зберегти унікальний характер для майбутніх поколінь. За переписом 2001 року його населення становило 1450 осіб.

## Персоналії
Халм Холл був місцем офіційного дебюту барабанщика Рінго Старра як учасника The Beatles 18 серпня 1962 року. Також це місце першого інтерв’ю гурту. Інтерв’ю було з місцевим диск-жокеєм Монті Лістером, записане для Radio Clatterbridge 27 жовтня 1962 року.
Фіона Брюс, ведуча, тривалого британського телешоу Antiques Roadshow, виросла в Порт-Санлайті. У своєму вступі до епізоду програми (Сезон 35 Епізод 2), дія якого відбувається в селищі, вона стояла перед будинком свого дитинства і пояснила, що її батько був керуючим директором підрозділу Unilever.
- Піт Бернс — співак, автор пісень, телеведучий, народився в Порт-Санлайт

## Галерея

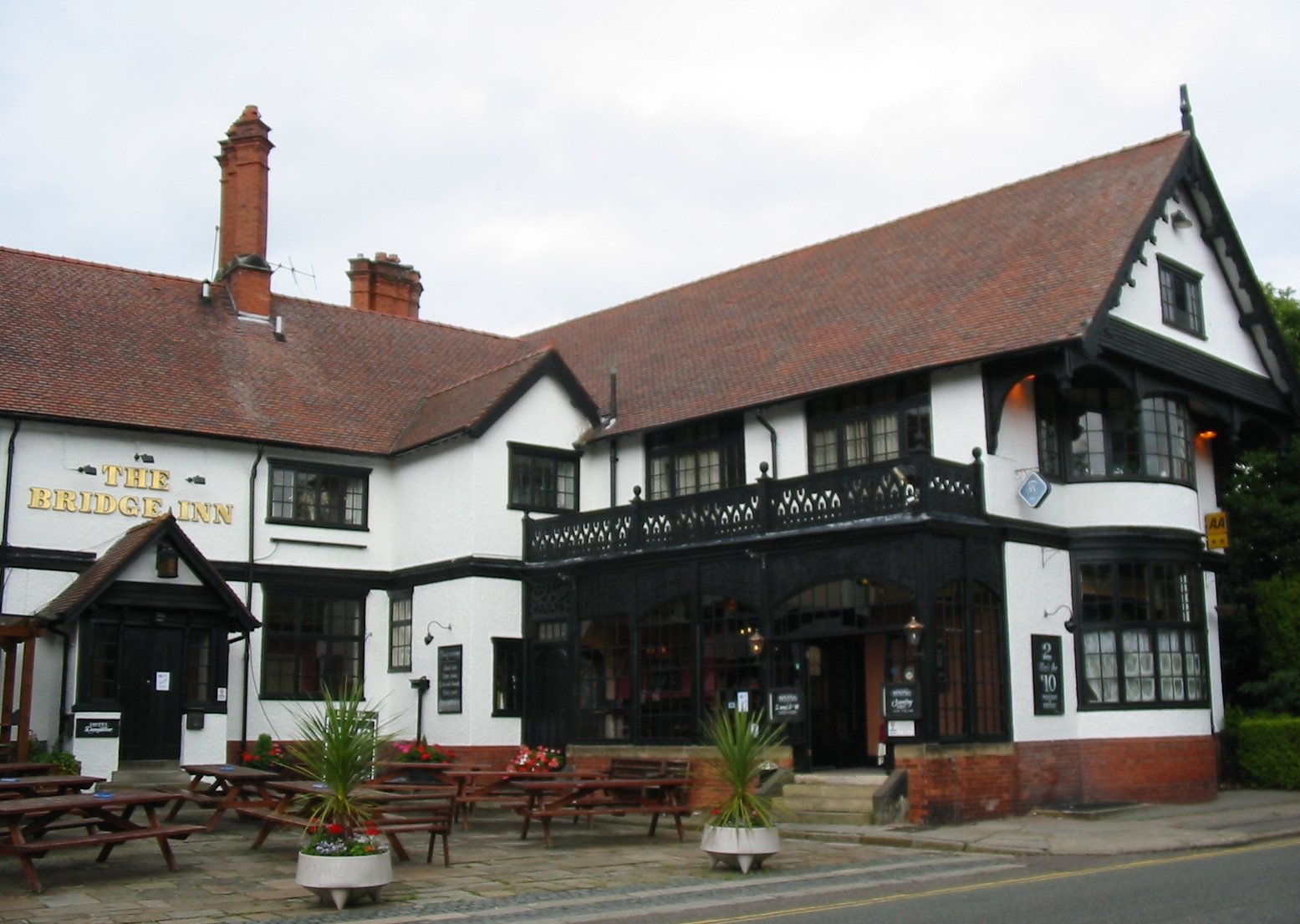
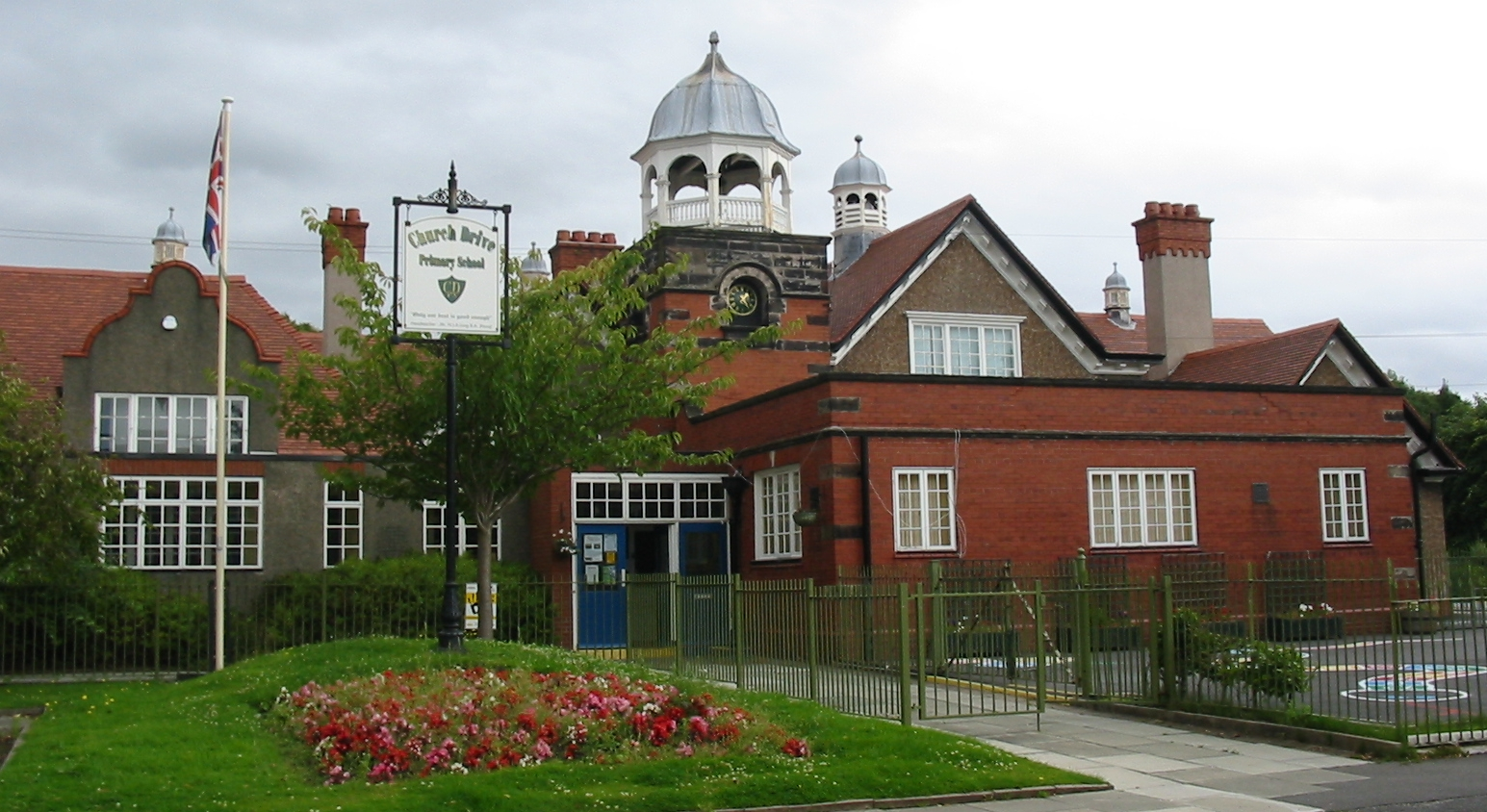
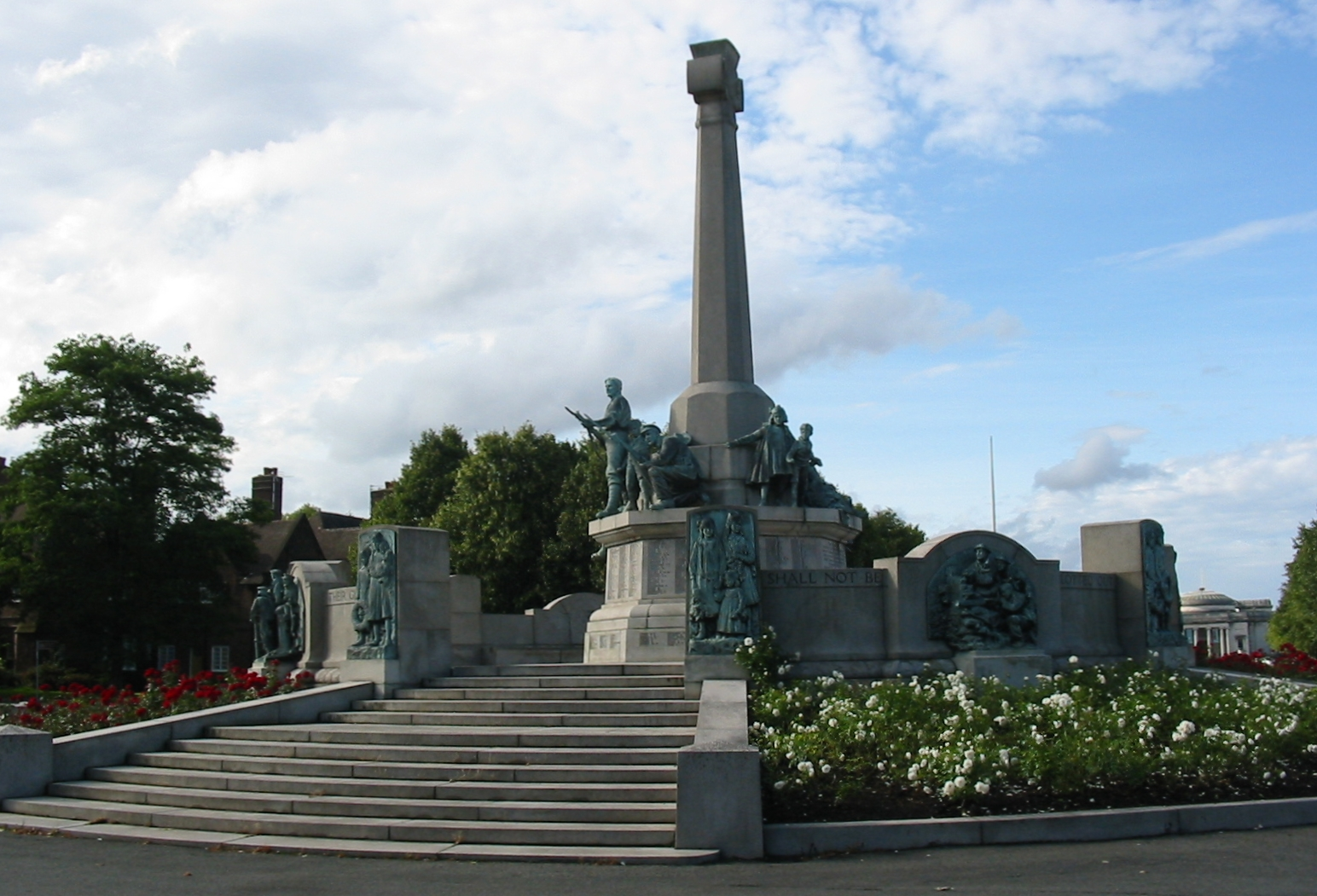
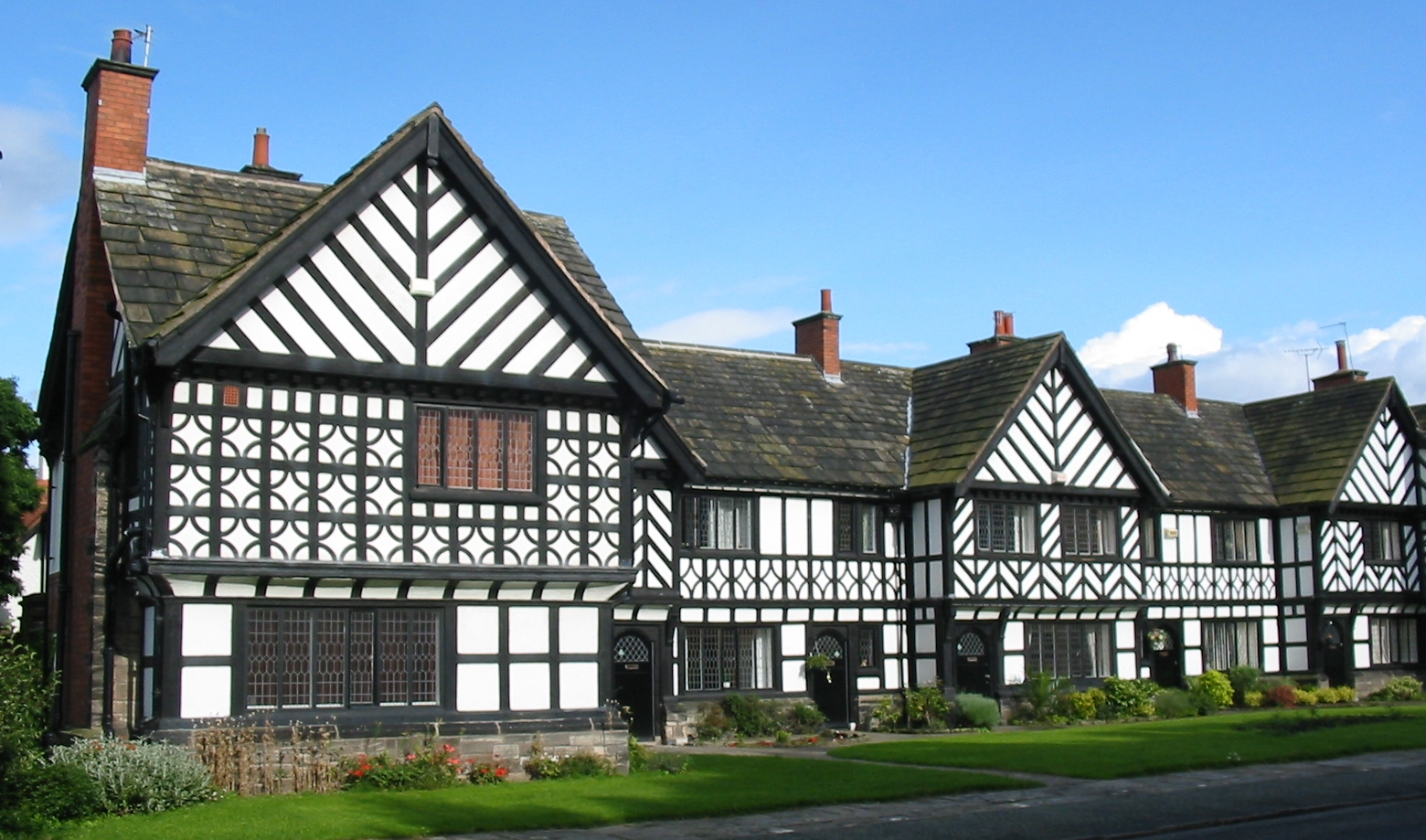
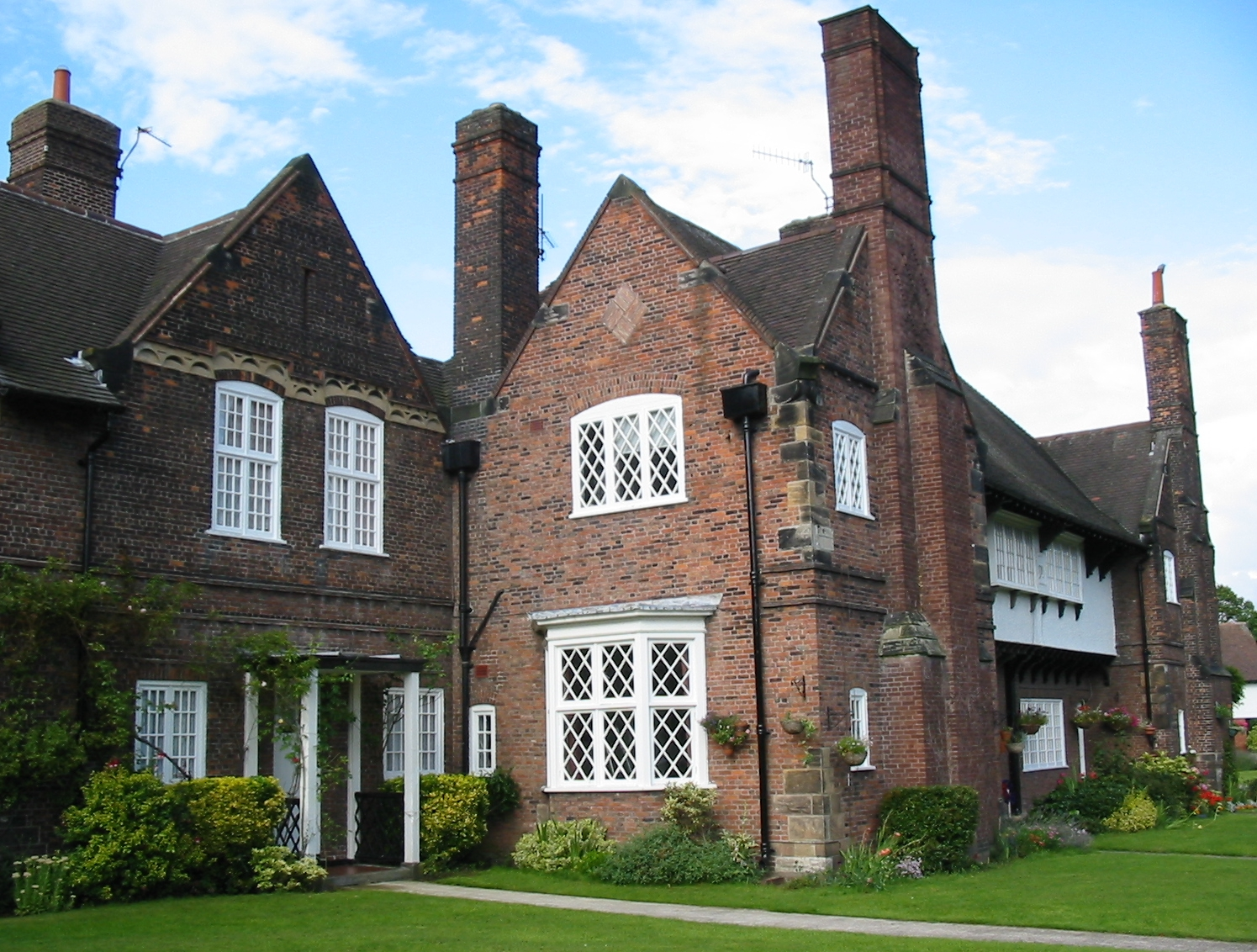
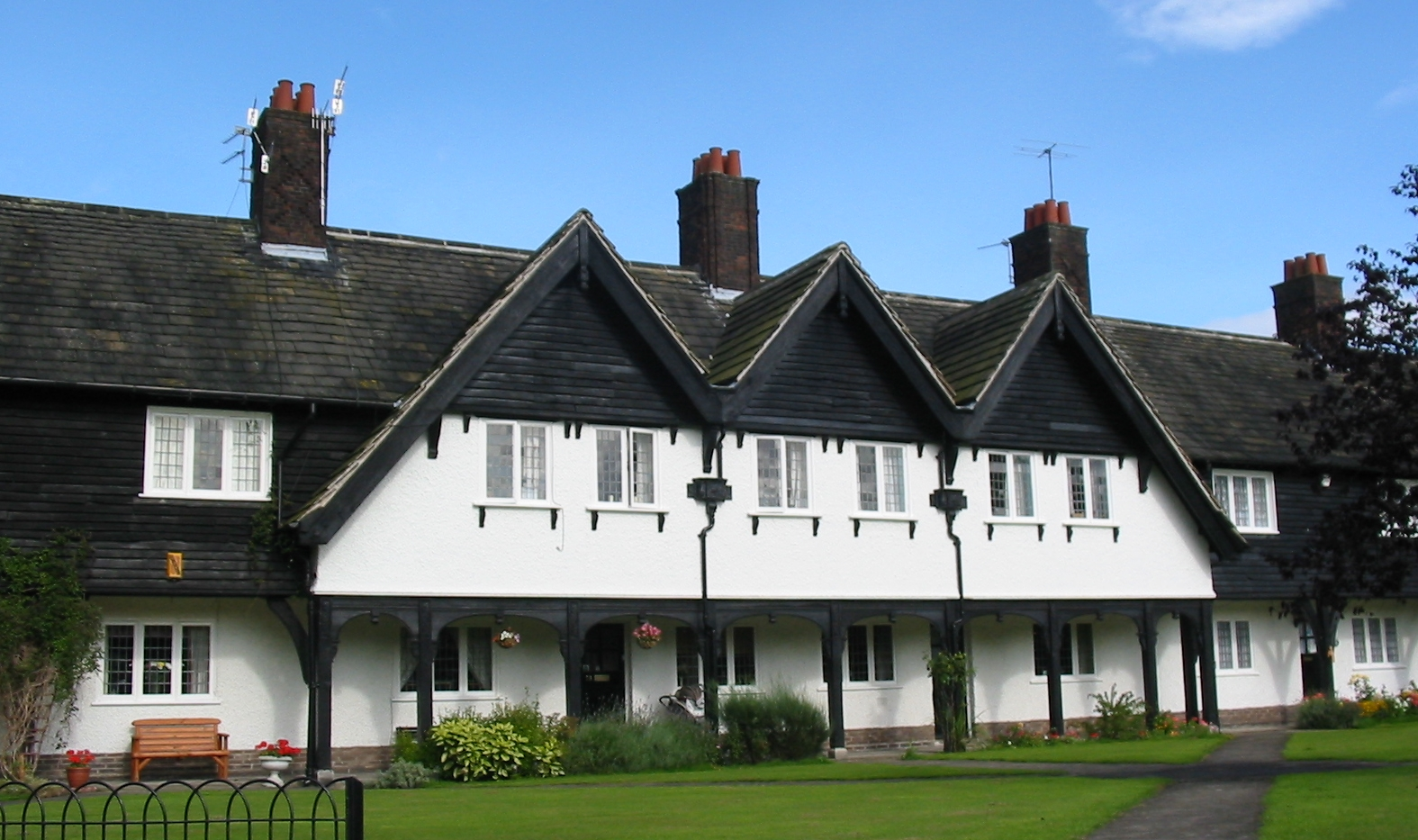
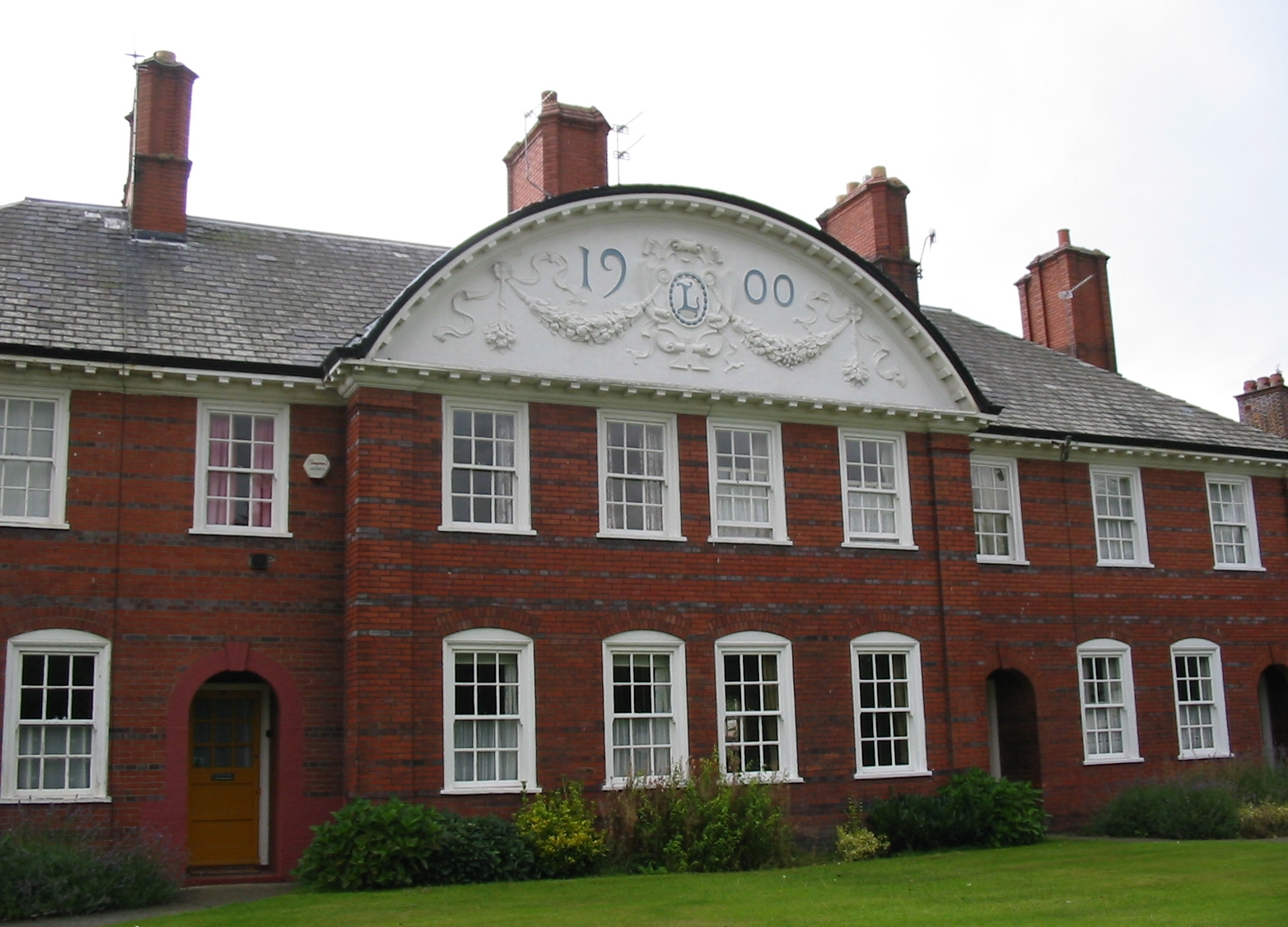